# هاوانا (ویرجینای غربی)
هاوانا (به انگلیسی: Havana) یک منطقهٔ مسکونی در ایالات متحده آمریکا است که در شهرستان بونی، ویرجینیای غربی واقع شده‌است.